# Goliathopsis esquiroli
Goliathopsis esquiroli är en skalbaggsart som beskrevs av Pouillaude 1913. Goliathopsis esquiroli ingår i släktet Goliathopsis och familjen Cetoniidae. Inga underarter finns listade i Catalogue of Life.